# Bernardijnenkerk
De Kerk en het Klooster van de Bernardijnen (Oekraïens: Бернардинский костёл и монастырь) is een complex van religieuze gebouwen in de Oekraïense stad Lviv. Het klooster behoort tot het Historisch Archief van Lemberg en de kerk tot de Oekraïense Grieks-katholieke Kerk. Het Historische Archief huisvest een van de grootste archieven van Centraal- en Oost-Europa en het grootste van Oekraïne.

## De kerk

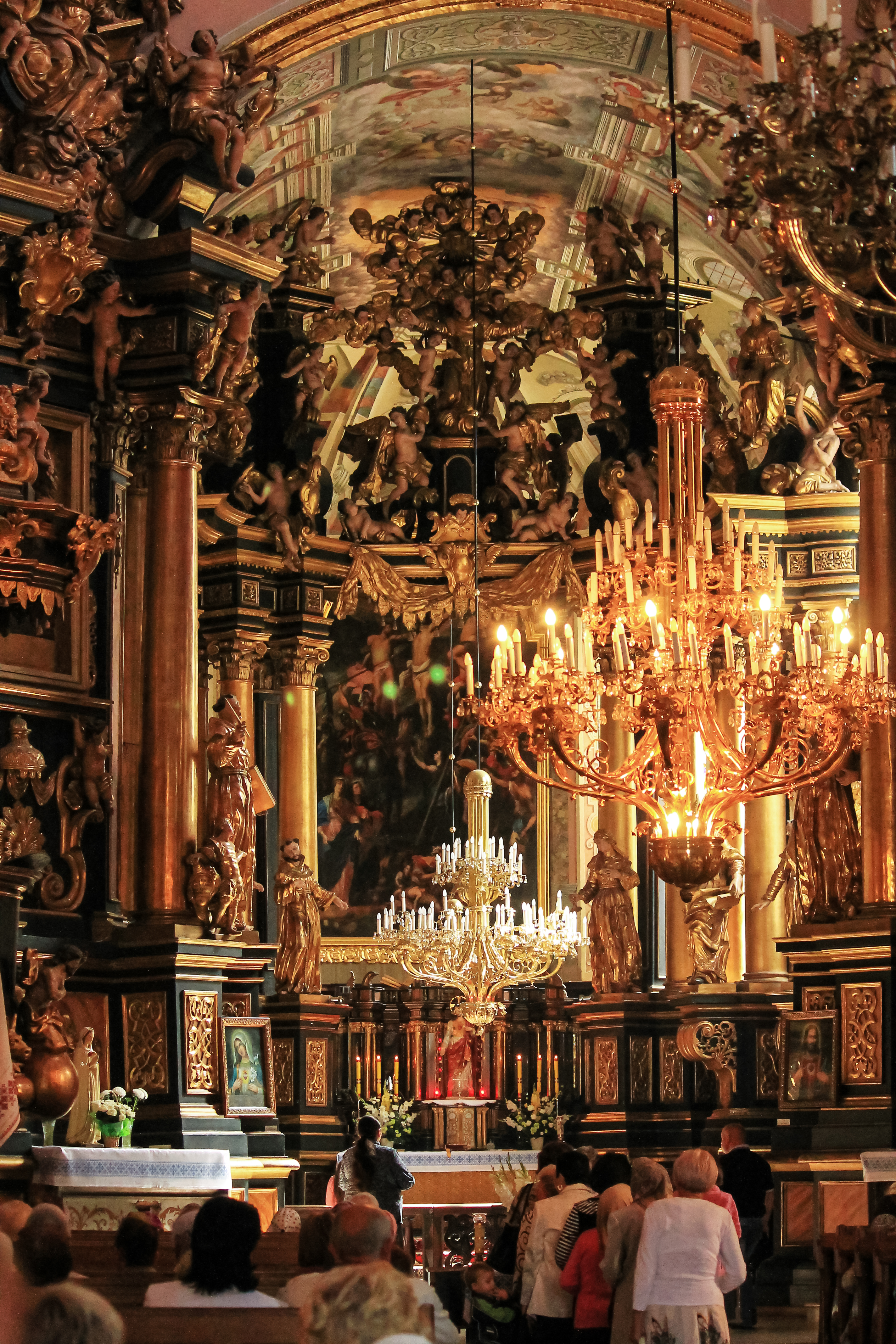
Interieur Andreaskerk

Met de bouw van de huidige Sint-Andreaskerk werd begonnen in 1600. Het grootste deel van de bouwwerkzaamheden was voltooid in 1620, maar een deel van het werk werd nog voortgezet tot 1630. In datzelfde jaar vond de wijding plaats. De kronieken schrijven de bouwplannen toe aan een monnik, maar de bouw werd in werkelijkheid uitgevoerd door de Poolse architecten Paul Rimlianin (* onbekend-† 1618) en Ambroise Blagaskloniy (* onbekend-† 1641). De architect Andreas Bemer (circa 1555—† 1626) uit Breslau (Wrocław) was verantwoordelijk voor de afronding van de werkzaamheden. Hij realiseerde de voorgevel met beelden van Bernardijnse heiligen, de Maagd Maria en de apostelen Petrus en Paulus en voegde eveneens een toren aan de noordoostelijke hoek van het gebouw toe.
Het interieur van de kerk bestaat uit een groot aantal houten altaren uit de 18e eeuw. Muren en gewelf zijn bedekt met kleurrijke schilderingen van Benedictus Mazurkiewicz. Het meest interessante fresco is de triomf van Franciscus van Assisi.
De kerk is gebouwd in de stijl van het Italiaans-Nederlandse maniërisme en heeft de structuur van een drieschepige basiliek met een transept. Tussen 1738-1740 werd ze na een omvangrijke renovatie in de barokke stijl heringericht.
Tijdens de Tweede Wereldoorlog verbleef in de riolen onder de kerk een grote groep joden. De overblijfselen van hun huishoudelijke artikelen werden bij de renovatie van de kerk ontdekt in de vroege jaren 2000. Na de Tweede Wereldoorlog werd de kerk door de communisten gesloten. Het kerkgebouw kreeg geen andere bestemming en raakte door weersinvloeden in verval. Na het uiteenvallen van de Sovjet-Unie kreeg het gebouw in 1991 echter samen met een deel van het klooster zijn oorspronkelijke bestemming als godshuis terug.
Op het plein voor de kerk staat een monument waarop tot na de Tweede Wereldoorlog het beeld van Johannes van Dukla heeft gestaan, de stadspatroon van Lemberg. De in 1997 heilig verklaarde franciscaner monnik bracht de laatste jaren van zijn leven in het Bernardijnse klooster door en werd in de kerk begraven. Het koepelgebouw boven een put werd in 1761 gebouwd. In de koepel bevindt zich een in de jaren 1970 gerestaureerd fresco.

## Het klooster

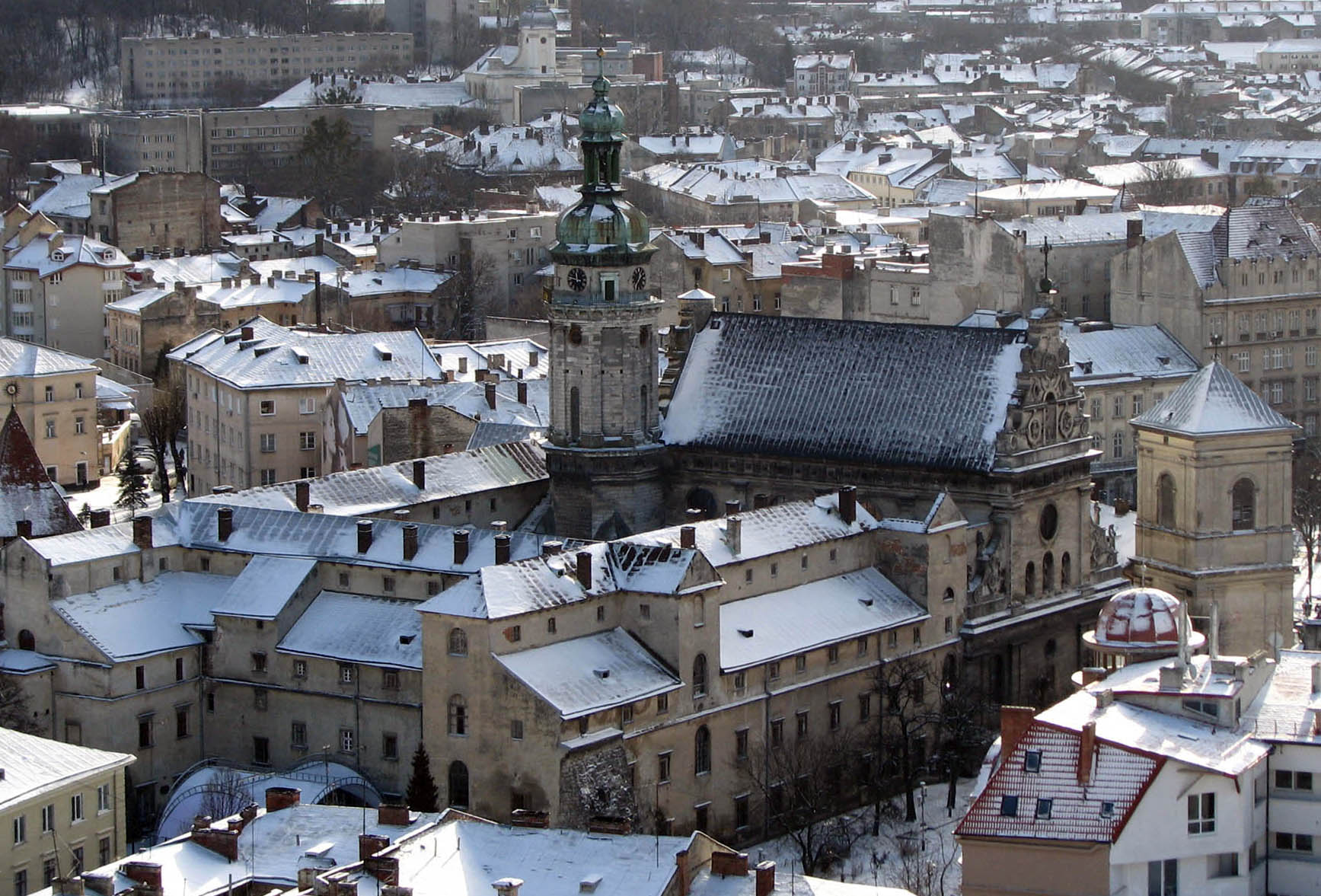
Panorama van het complex

Het gebouwen van het klooster waren gevestigd op een oorspronkelijk driehoekig perceel, dat omgeven werd door een ringmuur. Op de punten van dit perceel bevonden zich de Poort van Galicië, het Koningsbastion en het Bernardijnenbolwerk. Het klooster had een defensief karakter. Het was een voorpost van de buitenste vestingwerken van de stad, had aparte fortificaties en werd op verschillende plaatsen omringd door een gracht en muren, die verbonden waren met de stadsmuren. Bij dreiging moest het klooster de flanken van de oostelijke stadsgrenzen verdedigen.
De houten gebouwen van het klooster werden herhaaldelijk vernietigd door brand. In 1509 werd de kerk door de Moldavische heerser Woiwod Bogdan III overvallen en in brand gestoken. Tijdens het Turkse beleg van de stad in 1672 werd door de Turken een tunnel naar het klooster gegraven. Deze aanval mislukte doordat de tunnel tijdens een storm inzakte. De gebeurtenis raakte enige tijd in de vergetelheid, maar tegen het einde van de 19e eeuw vond men bij de aanleg van een tramlijn restanten van de tunnel.
In de loop van de 17e en de 18e eeuw werden de houten gebouwen door stenen gebouwen vervangen. Tegelijkertijd werden naast de kerk de cellen voor de monniken gebouwd. Tegen de muren bevonden zich de bijgebouwen, stallen en een smederij. Aan de verdedigingsmuur werd in de jaren 1733-1734 een klokkentoren toegevoegd. Van de oude versterkingen is alleen de oostelijke muur met de Hlyniany-poort bewaard gebleven.
Ten tijde van de Eerste Poolse deling leefden er 61 broeders. Hoewel het klooster ontsnapte aan de kerkhervormingen van Jozef II in 1783, werd een deel van de kloostergebouwen in beslag genomen om er het archief in te huisvesten van het toenmalige woiwodschap Roethenië.
De kloostercellen werden in dezelfde periode gebouwd als de kerk. Het gebouw heeft een vierkante binnenhof en is drie tot vier verdiepingen hoog. De hoeken worden versterkt door forse steunberen. Het interieur heeft kruisgewelven. In december 2007 werden er voor Oekraïne unieke fresco's ontdekt uit de 17e of de 18e eeuw.

## Legenden
De vondst van de tunnel bij de aanleg van de tramlijn in de 19e eeuw werd de aanleiding van het ontstaan van een hardnekkige legende. De monniken zouden volgens deze legende de tunnel hebben gegraven naar het circa 100 meter verder gelegen clarissenklooster voor minder vrome doeleinden. De kinderen die uit de contacten van de monniken met de nonnen werden geboren zouden zijn verdronken in de put op de binnenplaats. Een andere legende verklaart het verschil van vijf minuten van de kerkklok met de werkelijke tijd. Het tijdsverschil zou herinneren aan de monnik die ontdekte dat de Turken een stiekeme poging deden om de poorten van de stad te naderen. Gezien het grote gevaar en er geen tijd meer was om alarm te slaan, draaide hij de wijzers van de kerkklok vooruit, precies op de tijd dat de stadspoorten gesloten moesten worden. Zo werd de stad Lemberg behoed voor een Turkse inval.

## Afbeeldingen

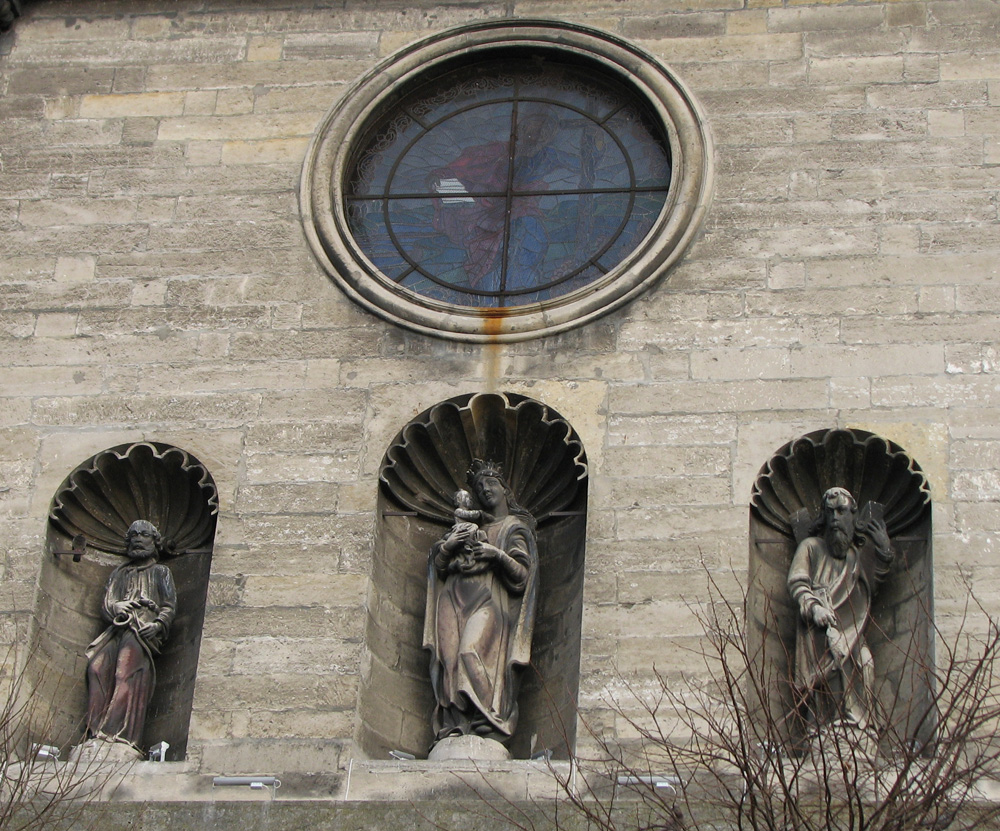
Beelden van de heilige apostelen en de Maagd Maria aan de gevel van de kerk
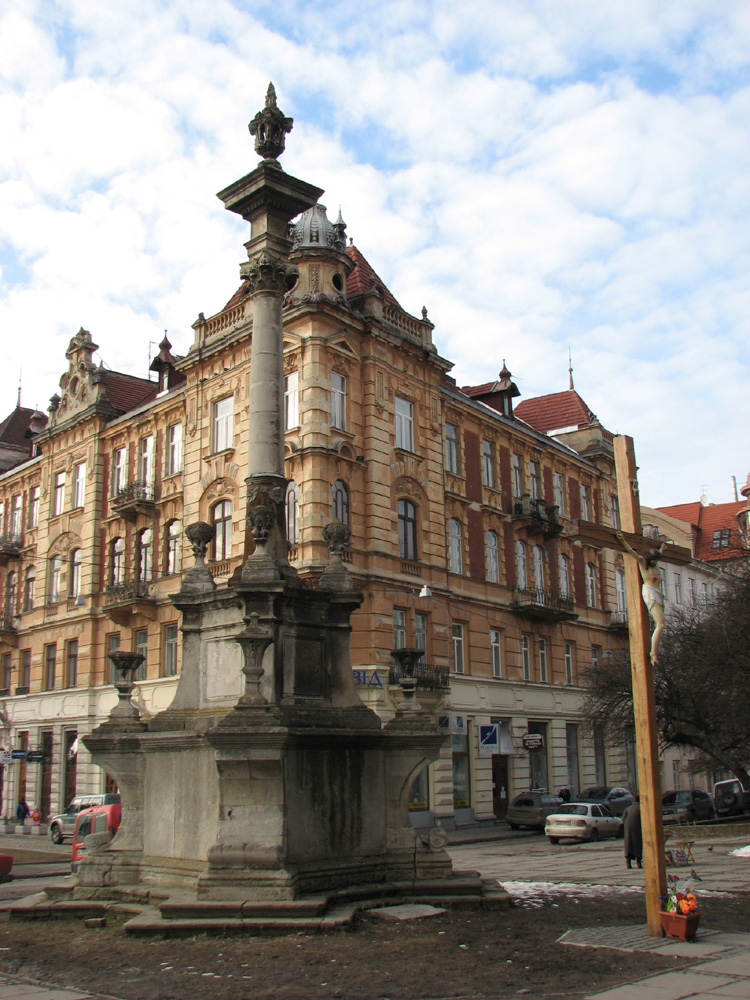
Zuil
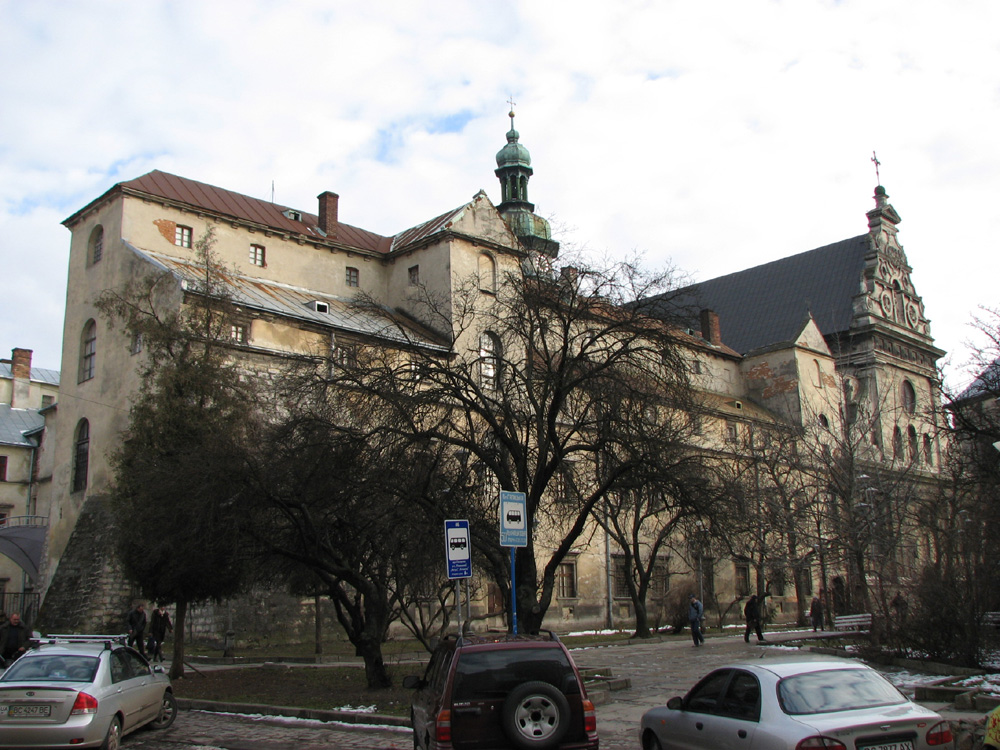
Kloostercellen
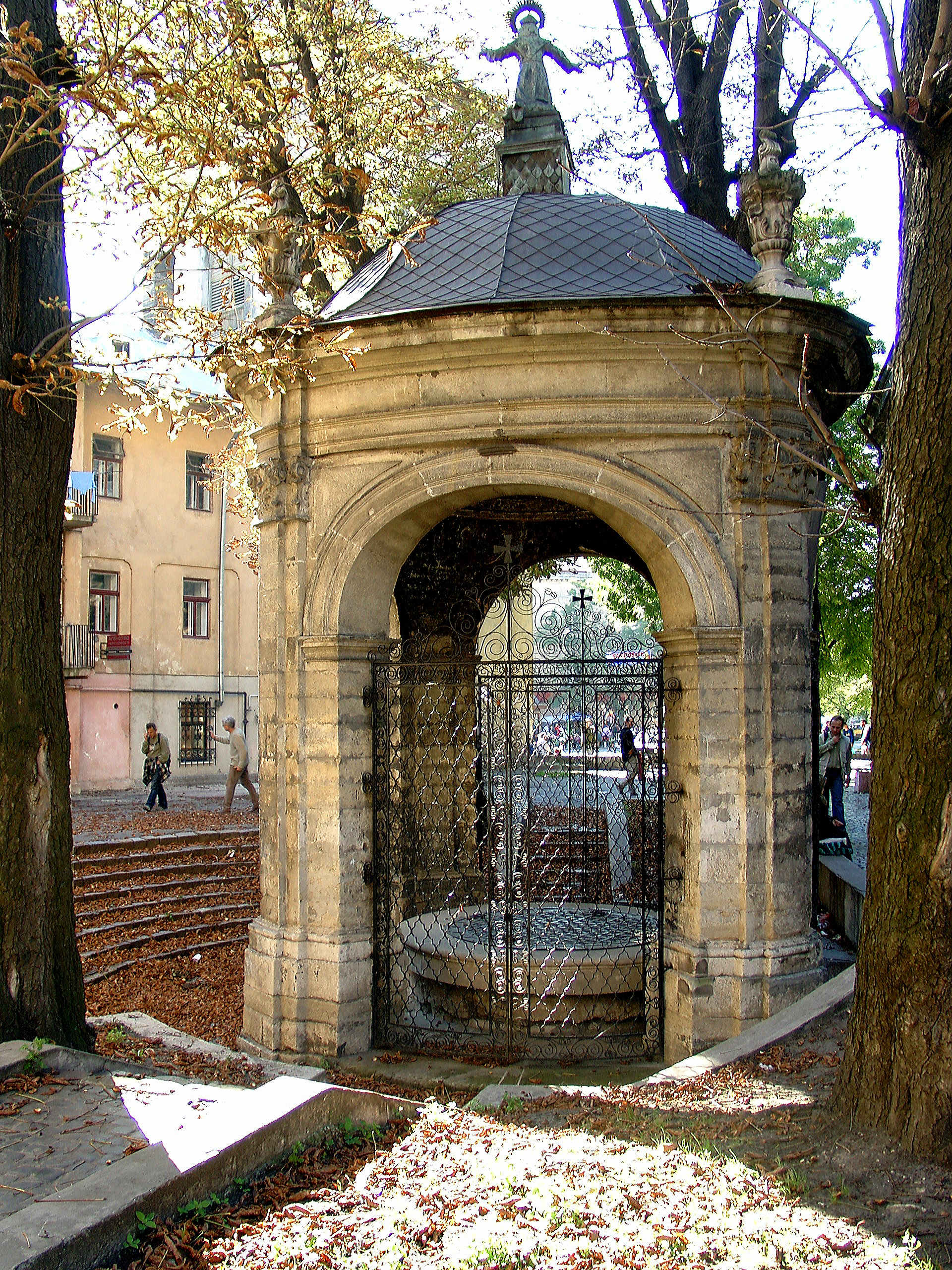
Bron
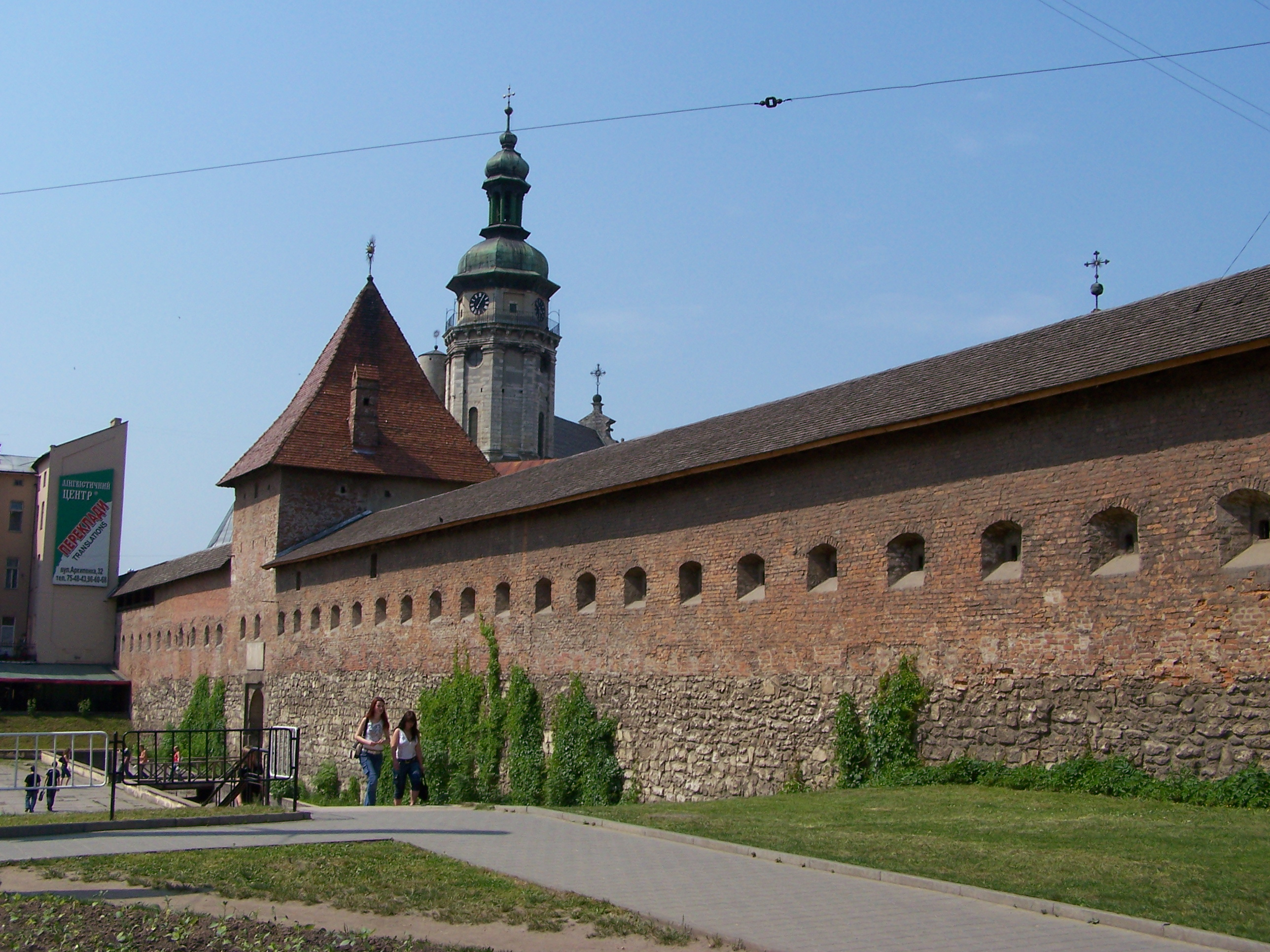
De overgebleven muur met de Hlyniany-poort